# 格奧爾根塔爾魏爾湖
49°11′21″N 10°45′47″E / 49.18915°N 10.763016°E
格奧爾根塔爾魏爾湖（德語：Georgenthalweiher），是德國的湖泊，位於該國東南部，由巴伐利亞州負責管轄，處於豪恩多夫，長0.1公里、寬0.05公里，面積0.003平方公里，海拔高度453米，湖岸線長度0.3公里。